# Carleton Sprague Smith
Carleton Sprague Smith (* 8. August 1905 in New York City; † 19. September 1994 in Washington, Connecticut) war ein US-amerikanischer Musik- und Kulturwissenschaftler, Bibliothekar, Hochschullehrer und Flötist.
Smith erwarb den Master- und Bachelorgrad an der Harvard University und studierte Geschichte und Musik an der Universität Wien. Zudem absolvierte er eine Ausbildung als Flötist, dem Komponisten wie Randall Thompson, Heitor Villa-Lobos, Alberto Ginastera und Quincy Porter Werke widmeten, und trat u. a. mit dem Juilliard String Quartet auf.
Von 1931 bis 1959 war Smith Leiter der Musikabteilung der New York Public Library mit einer Unterbrechung von 1943 bis 1946, als er als Kulturattaché der Vereinigten Staaten und Hochschullehrer in Brasilien wirkte. Im ersten Jahr seiner Tätigkeit gründete er die Music Library Association, deren Präsident er von 1936 bis 1941 war, 1941 die Music Americana Collection an der Public Library. Seine 1957 veröffentlichte Denkschrift zur Gründung eines Library Museum of the Performing Arts fand ihre Umsetzung in der am Lincoln Center beheimateten New York Public Library for the Performing Arts. 1961 berief ihn John F. Kennedy in die beratende Kommission des National Cultural Center, das 1971 als John F. Kennedy Center for the Performing Arts eröffnet wurde.
Von 1959 bis 1961 war er Direktor des von ihm mitbegründeten Brazilian Institute an der New York University, das sich der Erforschung der Sprache, Literatur, Kultur, Wirtschaft und Geschichte Brasiliens widmet, von 1962 bis 1968 Vorstandsmitglied im akademischen Komitee des Instituts. Als Geschäftsführer des Spanish Institute, einer kulturellen Non-Profit-Organisation, wirkte er von 1967 bis 1970. Zudem engagierte sich Smith im Vorstand des Museum of Modern Art, der Metropolitan Opera Society, der New York Philharmonic Society, der MacDowell Association, des Aspen Institute und anderer Institutionen und als Präsident der American Musicological Society (1939–1940). In den 1960er und 1970er Jahren war er Professor für Geschichte an der New York University und unterrichtete an deren Institute of Public Affairs and Regional Studies. Zudem hielt er Gastvorlesungen u. a. an der Stanford University und der Columbia University und war Mitherausgeber der American Hymns Old and New (Columbia University Press, 1980).
Für seine außerordentlichen Verdienste um die Musik in den USA verlieh ihm die Johns Hopkins University ihre Peabody Medal, die Universitäten von Rio de Janeiro und Bahia verliehen ihm Ehrendoktortitel, und die Stadt Rio de Janeiro ernannte ihn zum Ehrenbürger.